# Przełęg (województwo zachodniopomorskie)
Przełęg – osada leśna w Polsce położona w województwie zachodniopomorskim, w powiecie goleniowskim, w gminie Przybiernów.
W latach 1975–1998 miejscowość administracyjnie należała do województwa szczecińskiego.